# The Lovekevins
The Lovekevins war eine Indie-Pop-Band aus der schwedischen Stadt Malmö.
Das schwedische, anarchische Duo entstand aus einem Scherzkunstprojekt im Jahr 2003 mit Songs auf ihrem Radiostream "The House of Kevins". Für ihre Albumveröffentlichung von Vs. the Snow verkürzten sie ihren Namen in The LK, tourten durch die Welt und lösten sich 2009 auf.
Fredrik Hultin und Ola Lindefelt gründeten im Jahr 2006 die Band Fredrik.

## Diskografie
Album
- 2008: Vs. the Snow

Singles & EPs
- 2006: Private Life Of A Cat
- 2005: Blame the English